# Barrage de Butgenbach
Le barrage Butgenbach a été construit en 1932. Sa fonction principale est de réguler le cours de la Warche. La Warche était connue comme l’une des rivières les plus imprévisibles de Belgique. Afin de réguler la Warche, mais aussi pour que les industries de Malmedy (tanneries et papeteries) disposent toujours d'assez d'eau, on a entrepris la construction du barrage de Butgenbach peu après celle du barrage de Robertville (1928), situé pour sa part sur le territoire de la commune de Waimes. L’exploitant du barrage est la société de distribution d’énergie Engie - Electrabel .

## Situation
Le barrage de Butgenbach est situé dans les Cantons de l'Est, au sein de la Région de langue allemande de Belgique, et son lac de retenue s'étend sur les communes de Bullange et de Butgenbach.

## Construction
En 1928, sur base des plans de l'ingénieur italien Alphonse Boldo (1873-1949), la société d'électricité SERMA (aujourd'hui Electrabel) construit le barrage de Bütgenbach. Le barrage, haut de 23 mètres et d'une largeur à la base de 140 mètres est composé de 11 voûtes d'une portée de 12 mètres chacune s'appuyant sur de robustes piliers. Leur inclinaison horizontale est de 40 degrés.

## Tourisme
Il constitue, avec son lac de retenue, l'un des pôles touristiques de premier plan des Hautes Fagnes et de l'Eiffel belge.
En 2004, pour contrer son envasement, le lac de Butgenbach a été vidangé ce qui permit d'étudier ses mécanismes de sédimentation.
Le lac, une fois complètement rempli, a un volume de 11 millions de mètres cubes sur une superficie de 125 ha. Des itinéraires de randonnées jalonnent le site dont une boucle de 10 km autour du lac.

## Production d'électricité
La centrale électrique située au pied du barrage est équipée d'un alternateur unique de 2 300 kVA générant une tension de 6 kV à une vitesse de 300 tours par minute.
Le centre de contrôle a été mis en service en 1933 et, selon la quantité d’eau, le barrage produit entre 875 000 kWh et 2 900 000 kWh par an.

## Galerie
|  |
|  |

|  |
|  |

|  |
|  |

|  |
|  |